# Яузские Ворота

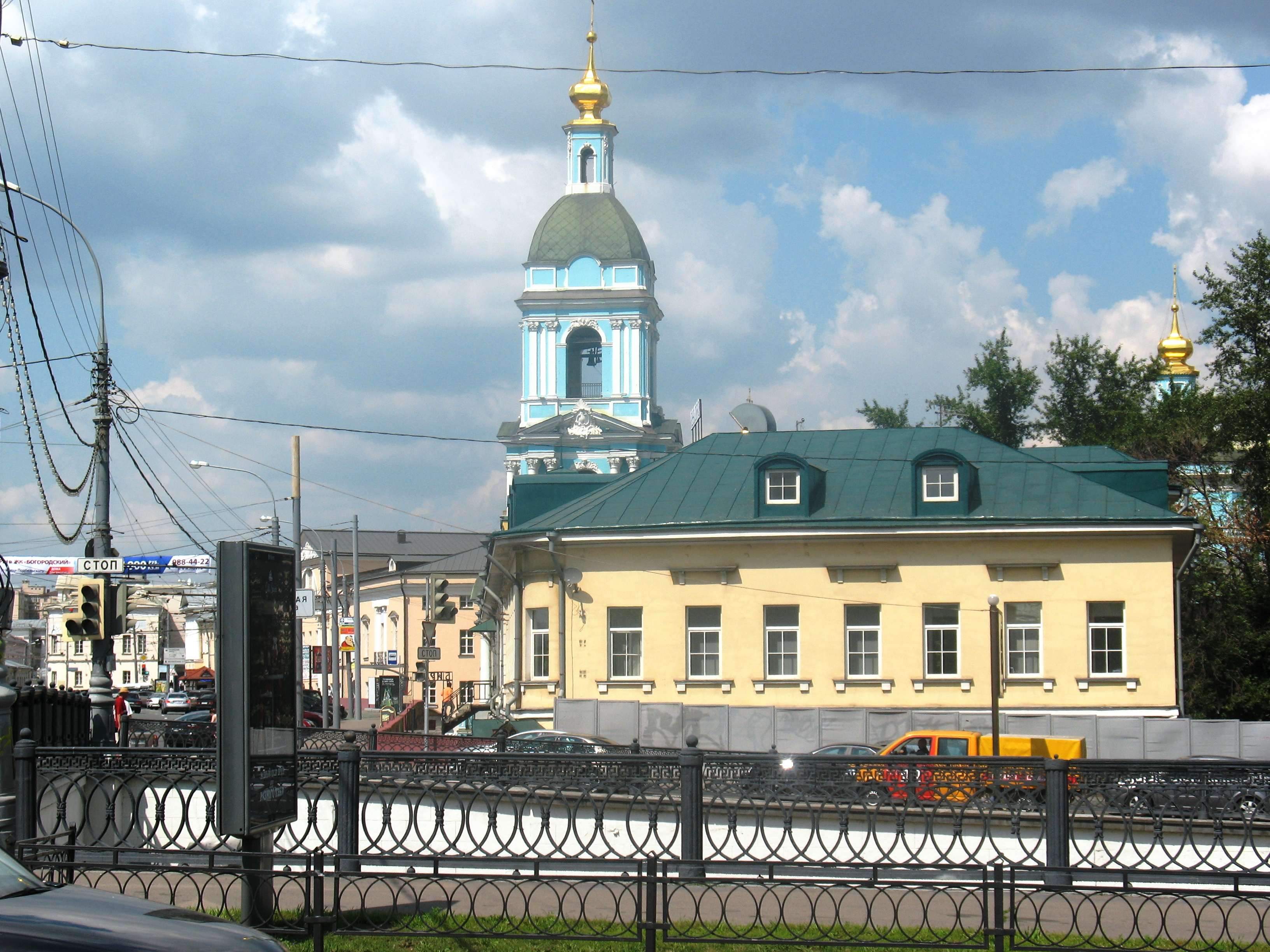
Вид на площадь Яузские Ворота со стороны Берниковской набережной. На переднем плане колокольня Храма Троицы Живоначальной в Серебряниках

Пло́щадь Я́узские Воро́та — площадь в центре Москвы между Яузским бульваром, Яузской улицей, Устьинским проездом и улицей Солянка. Является частью Бульварного кольца, находится в Таганском районе (Центральный административный округ).

## Происхождение названия
Название появилось в XIX веке, обусловлено расположением площади около Яузских ворот Белого города, появившихся в конце XVI века и находившихся в непосредственной близости от устья реки Яуза.

## История
В XVII веке в районе площади располагался Денежный двор и Яузские ворота. Площадь образовалась после сноса Яузских ворот Белого города и части его стены во 2-й половине XVIII века. Площадь дважды была существенно расширена: первый раз в 1938 году в процессе постройки Большого Устьинского Моста, а второй раз в 1970-е гг., когда была снесена часть застройки по Устьинскому проезду.

## Достопримечательности
В районе площади Яузских ворот располагаются Храм Святых Апостолов Петра и Павла у Яузских ворот (по Солянке) и Церковь Рождества Пресвятой Богородицы на Кулишках (по Яузскому бульвару). В сквере у площади на месте бывшей Кошельной слободы в 1997 году был установлен обелиск «Пограничникам Отечества» (архитекторы В. В. Кочергин, В. В. Алёшина, скульпторы В. А. Суровцев и Е. М. Суровцева). С площади Яузские Ворота открывается обозрение с видом на церковь Живоначальной Троицы в Серебряниках.

## Расположение
От Площади Яузские Ворота отходят четыре улицы:
- на северо-восток идёт Яузский бульвар (отсюда начинается Бульварное кольцо),
- на северо-запад идёт улица Солянка,
- на юго-запад до Большого Устьинского моста идёт Устьинский проезд,
- на юго-восток идёт Яузская улица.

## Общественный транспорт
- Автобусы М6, м7, н4, н5, н7, н13 — по Яузской улице / Солянке.
- Трамваи А, 3, 39 — по Устьинскому проезду / Яузскому бульвару.
- Автобусы 538, н8, е70, с755.